# Quenquém-mineira
A Quenquém-mineira (Acromyrmex niger) é uma formiga do Brasil oriental, cujas operárias apresentam coloração castanha e cerca de 7 mm de comprimento. Tal espécie corta folhas de hortaliças e de diversas árvores frutíferas.

## Outros nomes, grafias e etimologia
Também é conhecida pelos nomes de formiga-mineira-de-duas-cores, formiga-mineira-de-petrópolis, mineira-de-petrópolis, quenquém e quenquém-mineira-de-duas-cores.